# Nanometra
Genre
Nanometra est un genre de comatules abyssales de la famille des Antedonidae.

## Liste d'espèces
Selon World Register of Marine Species (1 avril 2015) :
- Nanometra bowersi (AH Clark, 1907) -- Sud-ouest du Japon (254-349 m de profondeur)
- Nanometra clymene AH Clark, 1912 -- Indonésie (204-1 040 m de profondeur)
- Nanometra johnstoni John, 1939 -- Australie méridionale et Tasmanie (122-174 m de profondeur)